# Thayne
Thayne è un centro abitato (town) degli Stati Uniti d'America, situato nella Contea di Lincoln nello Stato del Wyoming. Nel censimento del 2000 la popolazione era di 341 abitanti.

## Geografia fisica
Secondo i rilevamenti dell'United States Census Bureau, la località di Thayne si estende su una superficie di 1,9 km², tutti occupati da terre.

## Popolazione
Secondo il censimento del 2000, a Thayne vivevano 341 persone, ed erano presenti 86 gruppi familiari. La densità di popolazione era di 180,5 ab./km². Nel territorio comunale si trovavano 135 unità edificate. Per quanto riguarda la composizione etnica degli abitanti, il 97,65% era bianco, lo 0,29% era nativo, lo 0,29% apparteneva ad altre razze e l'1,76% a due o più. La popolazione di ogni razza ispanica corrispondeva allo 0,59% degli abitanti.
Per quanto riguarda la suddivisione della popolazione in fasce d'età, il 35,8% era al di sotto dei 18, il 12,0% fra i 18 e i 24, il 25,8% fra i 25 e i 44, il 16,4% fra i 45 e i 64, mentre infine il 10,0% era al di sopra dei 65 anni di età. L'età media della popolazione era di 26 anni. Per ogni 100 donne residenti vivevano 99,4 uomini.